# Derek kontra rodzinka
Derek kontra rodzinka (ang. Life with Derek, 2005–2009) – kanadyjski serial dla młodzieży, który opowiada o Dereku Venturi, który jest zwariowany, jak reszta jego rodziny. Cały czas przekomarza się z całą rodziną, a najbardziej z Casey (jego nową siostrą).

## Fabuła
Casey MacDonald i Derek Venturi są typowymi 15-latkami, którzy samodzielnie zajmowali się młodszym rodzeństwem. Wszystko zmieniło się, gdy ich rodzice postanowili wziąć ślub i zamieszkać pod jednym dachem. Derek wraz z młodszym bratem Edwinem i siostrą Marti musieli powitać w swoim domu nowe przybrane rodzeństwo – nastoletnią Casey wraz z młodszą siostrą Lizzie. Zaczyna się walka pomiędzy Derekiem i Casey o przejęcie kontroli w domu, szkole i w codziennym życiu.

## Postacie
Już w pierwszych odcinkach można odgadnąć cechy bohaterów. Rodzina McDonald prezentuje nienaganne maniery, dbałość o status społeczny, o wysokie oceny. Natomiast rodzina Venturi... jest dosyć kontrastowa. Jednak z czasem uczą się razem żyć, tolerując niedoskonałości, co więcej – stają się prawdziwą kochającą rodziną.
Casey McDonald to opanowana i uczciwa dziewczyna. Nie umie oszukiwać. Jest bardzo uczuciowa. Bardzo dba o oceny i wyrażanie własnego siebie. Jako najstarsza z sióstr chce być autorytetem i przykładem idealnej siostry – często pomaga rodzinie, nawet gdy sama ma problemy. Dla wyrażania własnych idei i przemyśleń pisze wiersze. Kocha tańczyć i śpiewać.
Lizzie McDonald to rodzona siostra Casey. Jak starsza siostra dba o schludność i oceny. Uwielbia sport – w serialu pojawiały się wątki, gdzie Lizzie była hokeistką i kapitanem drużyny footballowej. Jest bardziej „wyluzowana” niż siostra.
Nora McDonald-Venturi to matka Casey i Lizzie. Jest bardzo opiekuńcza. Dobrze dogaduje się z dziećmi. Zawsze udziela dobrych rad. Cierpliwa i dobra potrafi rozmawiać z zarówno dziećmi z rodziny McDonald, jak i Venturi jak przyjaciółka.
Derek Venturi to najstarszy chłopak z rodziny. Ma dużo szalonych pomysłów, do wszystkiego podchodzi na luzie. Jest starszy od kolegów i koleżanek z klasy, bo nie zdał w pierwszej klasie. Jest w wielu sprawach autorytetem Edwina – podpowiada mu w wielu sprawach, choć cały czas wyręcza się nim. Nie rozumie idei Casey. Nie potrafi mówić o uczuciach. Jest mistrzem podrywu.
Edwin Venturi to młodszy brat Dereka. Tak jak Derek chce robić psikusy oraz podrywać dziewczyny – w rzeczywistości się od niego różniąc. W jednym z odcinków dowiadujemy się, że jest dobrym technikiem naprawczym. Chłopiec jest przyjacielski i otwarty.
Marti Venturi to najmłodsza pociecha rodziny. Często pokazuje, że jest jeszcze mała. Jej przyjacielem jest pluszak Pan Małpka. Często nosi warkoczyki. Potrafi stepować.
George Venturi to ojciec Dereka, Edwina i Marti. Ma specyficzne poczucie humoru. Nie potrafi przekonująco krzyczeć na dzieci, bo sam nieraz zachowuje się dość niedojrzale – np. przefarbował włosy na fioletowo. Jest dobry i przyjacielski. Był wokalistą zespołu „George z dżungli”.

## Obsada
- Joy Tanner jako Nora McDonald-Venturi
- Ashley Leggat jako Casey McDonald
- Jordan Todosey jako Lizzie McDonald
- John Ralston jako George Venturi
- Michael Seater jako Derek Venturi
- Daniel Magder jako Edwin Venturi
- Ariel Waller jako Marti Venturi
- Shadia Simmons jako Emily Davis
- Arnold Pinnock jako Paul Greebie (szkolny psycholog)
- Kit Weyman jako Sam Richards
- Lauren Collins jako Kendra
- Shane Kippel jako Ralph Papadapolis
- William Greenblatt jako Sheldon Schlepper
- Alex House jako Trevor
- Kate Todd jako Sally
- Joe Dinicol jako Truman French

## Spis odcinków
Polska kolejność odcinków różni się od oryginału.
| Premiera odcinka | N/o | Polski tytuł                            | Angielski tytuł                  |
| ---------------- | --- | --------------------------------------- | -------------------------------- |
|                  |     |                                         |                                  |
| SERIA PIERWSZA   |     |                                         |                                  |
|                  |     |                                         |                                  |
| 28.04.2008       | 01  | Pokój                                   | The Room                         |
|                  |     |                                         |                                  |
| 30.04.2008       | 02  | Gra o wysoką stawkę                     | House of games                   |
|                  |     |                                         |                                  |
| 01.05.2008       | 03  | Upadek                                  | The Fall                         |
|                  |     |                                         |                                  |
| 05.05.2008       | 04  | Impreza                                 | The Party                        |
|                  |     |                                         |                                  |
| 07.05.2008       | 05  | Awaria systemów                         | All systems no go                |
|                  |     |                                         |                                  |
| 08.05.2008       | 06  | Potwór Marti                            | Marti the Monster                |
|                  |     |                                         |                                  |
| 12.05.2008       | 07  | Przemeblowanie                          | Puppy Dog Tails                  |
|                  |     |                                         |                                  |
| 14.05.2008       | 08  | Słodka niedola                          | Sweet Misery                     |
|                  |     |                                         |                                  |
| 15.05.2008       | 09  | Nieuk i kujonica                        | Grade-Point: Average             |
|                  |     |                                         |                                  |
| 19.05.2008       | 10  | Babe Raider                             | Babe Raider                      |
|                  |     |                                         |                                  |
| 21.05.2008       | 11  | Wesele                                  | The Wedding                      |
|                  |     |                                         |                                  |
| 22.05.2008       | 12  | Ospa                                    | The Poxfather                    |
|                  |     |                                         |                                  |
| 26.05.2008       | 13  | Męski kodeks                            | Male Code Blue                   |
|                  |     |                                         |                                  |
| SERIA DRUGA      |     |                                         |                                  |
|                  |     |                                         |                                  |
| 28.05.2008       | 14  | Randka z Derekiem                       | Date with Derek                  |
|                  |     |                                         |                                  |
| 29.05.2008       | 15  | Trenerzy                                | He Shoots, She Scores            |
|                  |     |                                         |                                  |
| 02.06.2008       | 16  | Mediatorzy                              | Middle Manic                     |
|                  |     |                                         |                                  |
| 04.06.2008       | 17  | Szkolne wybory                          | Venturian Candidate              |
|                  |     |                                         |                                  |
| 05.06.2008       | 18  | Bitwa kapel                             | Battle of the Bands              |
|                  |     |                                         |                                  |
| 09.06.2008       | 19  | Niebezpieczne kłamstwa                  | Lies My Brother Told Me          |
|                  |     |                                         |                                  |
| 11.06.2008       | 20  | Randka z trenerem                       | Crushin’ the Coach               |
|                  |     |                                         |                                  |
| 12.06.2008       | 21  | Wojna na żarty                          | Prank Wars                       |
|                  |     |                                         |                                  |
| 16.06.2008       | 22  | Wariacki piątek                         | Freaked Out Friday               |
|                  |     |                                         |                                  |
| 18.06.2008       | 23  | Zakład                                  | The Bet                          |
|                  |     |                                         |                                  |
| 19.06.2008       | 24  | Myszy i ludzie                          | Mice and Men                     |
|                  |     |                                         |                                  |
| 23.06.2008       | 25  | Gość                                    | Dinner Guest                     |
|                  |     |                                         |                                  |
| 24.06.2008       | 26  | Swatka                                  | Dating Game                      |
|                  |     |                                         |                                  |
| SERIA TRZECIA    |     |                                         |                                  |
|                  |     |                                         |                                  |
| 20.12.2008       | 27  | Swatka                                  | Two Timing Derek                 |
|                  |     |                                         |                                  |
| 21.12.2008       | 28  | Noc strachu                             | It’s Our Party                   |
|                  |     |                                         |                                  |
| 22.12.2008       | 29  | Plotki                                  | Misadventures in Babysitting     |
|                  |     |                                         |                                  |
| 23.12.2008       | 30  | Idealny dyżurny                         | Slacker Mom                      |
|                  |     |                                         |                                  |
| 24.12.2008       | 31  | Szesnaste urodziny                      | Power Failure                    |
|                  |     |                                         |                                  |
| 25.12.2008       | 32  | Impreza                                 | Don’t Take a Tip From Me         |
|                  |     |                                         |                                  |
| 26.12.2008       | 33  | Bójka                                   | The Bully Brothers               |
|                  |     |                                         |                                  |
| 27.12.2008       | 34  | Pierwsza praca                          | Home Movies                      |
|                  |     |                                         |                                  |
| 28.12.2008       | 35  |                                         | Show-Off-Tune                    |
|                  |     |                                         |                                  |
| 29.12.2008       | 36  | Wakacje w szkole                        | Summer School Blues              |
|                  |     |                                         |                                  |
| 30.12.2008       | 37  | Oszust na piątkę                        | Grade A Cheater                  |
|                  |     |                                         |                                  |
| 31.12.2008       | 38  | Żegnaj Derek                            | Adios Derek                      |
|                  |     |                                         |                                  |
| 01.01.2009       | 39  | Noc strachu                             | Fright Night                     |
|                  |     |                                         |                                  |
| 02.01.2009       | 40  | Szesnaste urodziny                      | Sixteen Sparkplugs               |
|                  |     |                                         |                                  |
| 03.01.2009       | 41  | Kiedy Derek spotyka Sally               | When Derek Met Sally             |
|                  |     |                                         |                                  |
| 04.01.2009       | 42  | Święta według Dereka                    | A Very Derekus Christmas         |
|                  |     |                                         |                                  |
| 05.01.2009       | 43  |                                         | Ivanwho?                         |
|                  |     |                                         |                                  |
| 06.01.2009       | 44  |                                         | Rumor Mill                       |
|                  |     |                                         |                                  |
| 07.01.2009       | 45  |                                         | Derek Un-Done                    |
|                  |     |                                         |                                  |
| 08.01.2009       | 46  |                                         | Not So Sweet 16                  |
|                  |     |                                         |                                  |
| 09.01.2009       | 47  | Nauka jazdy                             | Driving Lessons                  |
|                  |     |                                         |                                  |
| 10.01.2009       | 48  | Cheerleaderka                           | Cheerleader Casey                |
|                  |     |                                         |                                  |
| 11.01.2009       | 49  | Sezon alergii                           | Allergy Season                   |
|                  |     |                                         |                                  |
| 12.01.2009       | 50  |                                         | Things That Go Bump in the Night |
|                  |     |                                         |                                  |
| 13.01.2009       | 51  | Szkoła randkowania Dereka               | Derek’s School of Dating         |
|                  |     |                                         |                                  |
| 14.01.2009       | 52  | Żadnych obietnic                        | Make No Prom-ises                |
|                  |     |                                         |                                  |
| SERIA CZWARTA    |     |                                         |                                  |
|                  |     |                                         |                                  |
| 20.06.2009       | 53  | 2 pocałunki, 1 impreza                  | Two Kisses, One Party            |
|                  |     |                                         |                                  |
| 21.06.2009       | 54  |                                         | Open Mic Plight                  |
|                  |     |                                         |                                  |
| 22.06.2009       | 55  | Tylko przyjaciele                       | Just Friends                     |
|                  |     |                                         |                                  |
| 23.06.2009       | 56  | Przerwa marcowa                         | March Break                      |
|                  |     |                                         |                                  |
| 24.06.2009       | 57  | 6 1/2                                   | 6 1/2                            |
|                  |     |                                         |                                  |
| 25.06.2009       | 58  |                                         | Derek Denies Denial              |
|                  |     |                                         |                                  |
| 26.06.2009       | 59  | Szczęśliwego nowego roku szkolnego      | Happy New Schoolyear             |
|                  |     |                                         |                                  |
| 27.06.2009       | 60  | Żadnych sekretów                        | No Secrets                       |
|                  |     |                                         |                                  |
| 28.06.2009       | 61  |                                         | Take A Stepkid To Work Day       |
|                  |     |                                         |                                  |
| 29.06.2009       | 62  | Nigdy więcej żadnych gier               | No More Games                    |
|                  |     |                                         |                                  |
| 30.06.2009       | 63  | Jak poznałam swojego brata przyrodniego | How I Met Your Stepbrot          |
|                  |     |                                         |                                  |
| 01.07.2009       | 64  | Casey i Ralph                           | Casey & Ralph                    |
|                  |     |                                         |                                  |
| 02.07.2009       | 65  |                                         | Tuesday Afternoon Fever          |
|                  |     |                                         |                                  |
| 03.07.2009       | 66  | Powrót Teddy’ego                        | Teddy’s Back                     |
|                  |     |                                         |                                  |
| 04.07.2009       | 67  |                                         | Rude Awakenings                  |
|                  |     |                                         |                                  |
| 05.07.2009       | 68  | Ostatnia szansa Trumana                 | Truman’s Last Chance             |
|                  |     |                                         |                                  |
| 06.07.2009       | 69  | Niespodzianka                           | Surprise                         |
|                  |     |                                         |                                  |
| 07.07.2009       | 70  | Futuritis                               | Futuritis                        |
|                  |     |                                         |                                  |